# Vitgumpad kungsfiskare
Vitgumpad kungsfiskare (Caridonax fulgidus) är en fågel i familjen kungsfiskare inom ordningen praktfåglar.

## Utseende och läte
Vitgumpad kungsfiskare är en stor kungsfiskare, med mörklila ovansida, rent vit undersida, lysande orangefärgad näbb och, som namnet avslöjar, vit övergump. Ungfåglar är mörkare, mindre lilafärgad ovan, beigefärgad på bröstet och har gulaktig näbb. Lätet är ett "kow-kow-kow-kow..." som ges upprepande, mestadels i början och slutet av dagen. 

## Utbredning och systematik
Vitgumpad kungsfiskare placeras som enda art i släktet Caridonax. Fågeln förekommer på Små Sundaöarna (Lombok, Sumbawa, Flores och Besar). Den behandlas antingen som monotypisk eller delas in i två underarter med följande utbredning:
- Caridonax fulgidus fulgidus – Lombok och Sumbawa
- Caridonax fulgidus gracilirostris – Flores och Besar

## Levnadssätt
Vitgumpad kungsfiskare hittas i skogar i låglänta områden och lägre bergstrakter. Där håller den sig i undervegetationens övre skikt. 

## Status och hot
Arten har ett stort utbredningsområde, men tros minska i antal, dock inte tillräckligt kraftigt för att den ska betraktas som hotad. Internationella naturvårdsunionen IUCN listar arten som livskraftig (LC).